# Коэффициент крепости горной породы
Коэффицие́нт кре́пости го́рной поро́ды — величина, приближённо характеризующая относительную сопротивляемость породы разрушению при её добыче.
Обычно принимают, что коэффициент крепости горной породы {\displaystyle f} равен частному от деления величины предела прочности во время однонаправленного сжатия {\displaystyle \sigma _{\text{сж}}} на 10.
Существует несколько классификаций крепости горных пород. Наиболее употребима шкала коэффициентов крепости горных пород, предложенная М. М. Протодьяконовым.